# 沃勒縣 (德克薩斯州)
沃勒縣（英語：Waller County）位美国德克萨斯州東南部的一個縣，面積1,343平方公里。根据2020年美國人口普查，共有人口56,794人。縣治亨普斯特德（Hampstead）。該縣成立於1873年4月28日，縣政府成立於同年8月16日。縣名紀念《德克薩斯獨立宣言》簽署者之一、奧斯汀首任市長埃德溫·沃勒。